# پرسوال پار
پرسوال پار (به انگلیسی: Percival Parr) بازیکن فوتبال زادهٔ ۲ دسامبر ۱۸۵۹ اهل کشور انگلستان بود که سابقهٔ بازی در تیم ملی فوتبال انگلستان را در کارنامهٔ خود دارد. وی در تاریخ ۱۳ مارس ۱۸۸۲ تنها بازی ملی خود را در مقابل تیم ملی فوتبال ولز انجام داد.